# Buis van Eustachius
De tuba auditiva of buis van Eustachius verbindt de nasofarynx (boven in de neus-keelholte, bij de neusamandel) met het middenoor. De buis is 3 à 4 cm lang. De wanden van deze slappe buis liggen tegen elkaar aan. Bij slikken en geeuwen gaat de buis even open, door het aanspannen van de musculus tensor veli palatini. Hierdoor wordt er lucht aan- of afgevoerd. Zo houdt de buis van Eustachius de luchtdruk aan weerskanten van het trommelvlies gelijk.
De buis van Eustachius ontwikkelt zich uit de kieuwbogen die bij alle embryo's van gewervelden aanwezig zijn.
De naamgever voor de buis van Eustachius was de Italiaanse anatoom Bartholomeus Eustachius.

## Voorkomende ongemakken
Sommige mensen krijgen last bij verkoudheid, doordat de buis van Eustachius niet meer goed functioneert. Wanneer de buis van Eustachius niet goed genoeg open gaat leidt dit tot een ophoping van vocht in het middenoor (middenoorontsteking) waardoor men minder goed hoort.
Wanneer de buis te veel open staat (tuba aperta) door bijvoorbeeld gewichtsverlies, hoort men een echo in het hoofd, wat als zeer hinderlijk kan worden ervaren.
Een snelle verandering van luchtdruk - vooral een stijgende luchtdruk - heeft tot gevolg dat de druk aan weerszijden van het trommelvlies ongelijk wordt.
Men merkt dat in een dalende lift, als men van een berg afrijdt en tijdens de daling met een vliegtuig.
Door slikken of geeuwen wordt de druk weer vereffend, maar dat lukt niet altijd. Een andere manier om de oren te 'klaren' (zoals het luchtvaart- en duikersjargon is) is door lucht te persen, zoals bij het snuiten van de neus, maar dan met dichtgeknepen neus.

## Naamgeving
In de Latijnse naam voor de buis van Eustachius, tuba auditiva, tuba acustica, tuba pharyngotympanica of tuba Eustachii betekent tuba niet buis, maar trompet. Het Latijnse woord voor buis is namelijk tubus. In het Nederlands wordt ook trompet van Eustachius en oortrompet gebruikt.